# Крушинівський заказник
Круши́нівський — ботанічний заказник місцевого значення. Оголошений відповідно до Рішення Вінницької облради № 263 від 25.10.1990 р.
Територія заказника розташована в кварталі 12 вид. 9 Сумівського лісництва Бершадського держлісгоспу (Маньківська сільська рада Бершадського району, на південний захід від с. Крушинівка). Площа ботанічного заказника 594 га.
За фізико-географічним районуванням України ця територія належить до Бершадського району Подільського Побужжя
Дністровсько-Дніпровської лісостепової провінції Лісостепової зони. З геоморфологічної точки зору це хвилясті з ярами та балками лесова височина з сірими та темно-сірими ґрунтами, а також опідзоленими чорноземами.
Клімат території є помірно континентальним. Для нього характерне тривале, нежарке літо, і порівняно недовга, м'яка зима. Середня температура січня становить -6,0 … -6,5°С, липня + 18,5 …+19,0°С. Річна кількість опадів складає 500—525 мм. За геоботанічним районуванням України ця територія належить до Європейської широколистяної області, Подільсько-Бесарабської провінції, Вінницького (Центральноподільського) округу.
Основу рослинності складають формації дуба черешчатого. Переважають пристигаючі насадження, в тому числі 60-90 річні дубові ліси. Дубові і грабово-дубові угрупування створюють добре визначені екологічні ряди. Деревостани перерахованих угрупувань зімкненістю 0,7-0,9 складаються переважно із дуба черешчатого, ясена високого, явора, черешні пташиної, горобини. Наземний покрив заказника містить типові неморальні види, такі як осока волосиста, маренка запашна, зірочник лісовий, яглиця звичайна, копитняк європейський, медунка темна. Особливу цінність в заказнику мають ділянки з переважанням у травостані осоки парвської і барвінку малого, занесених до «Зеленої Книги України».

## Галерея

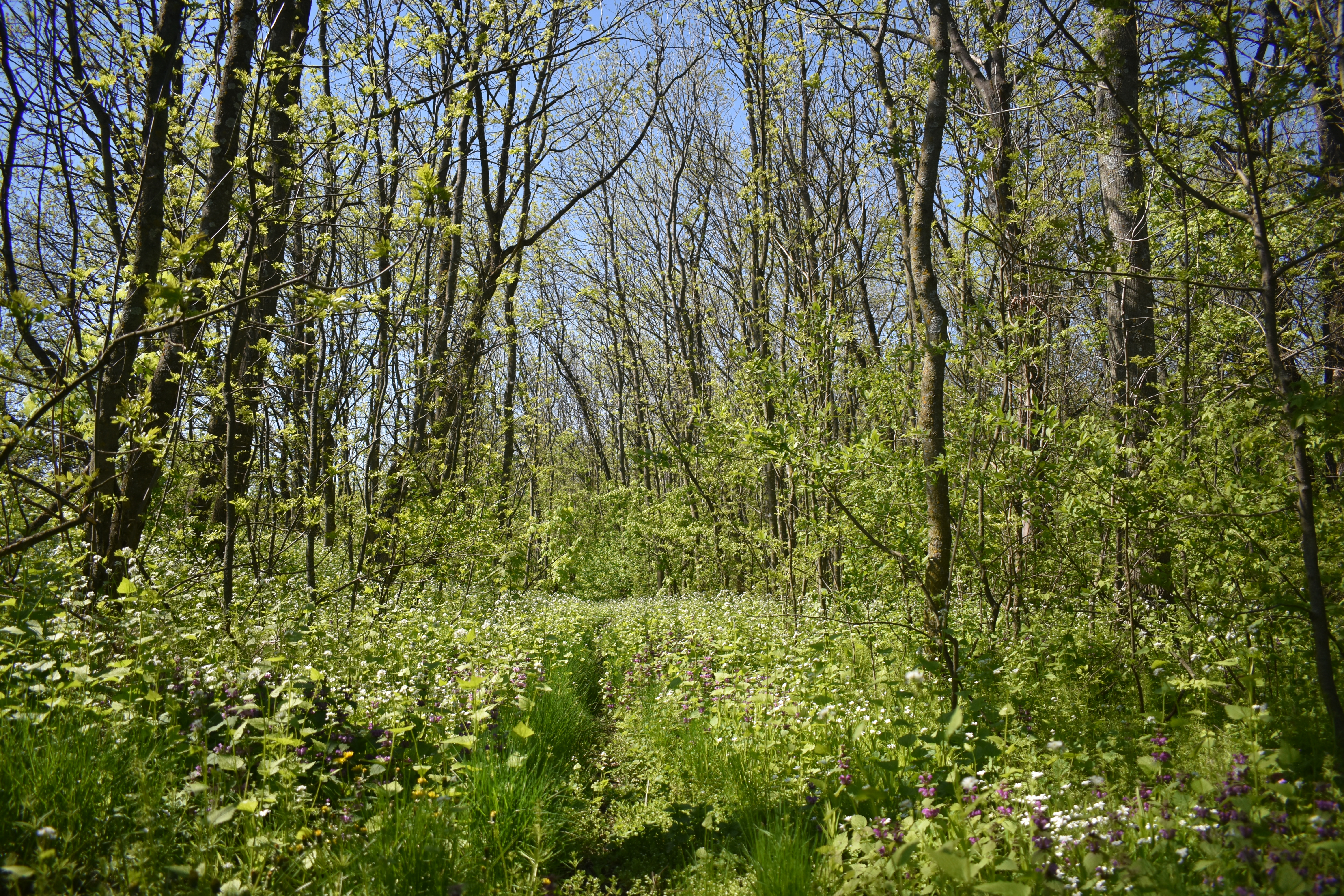
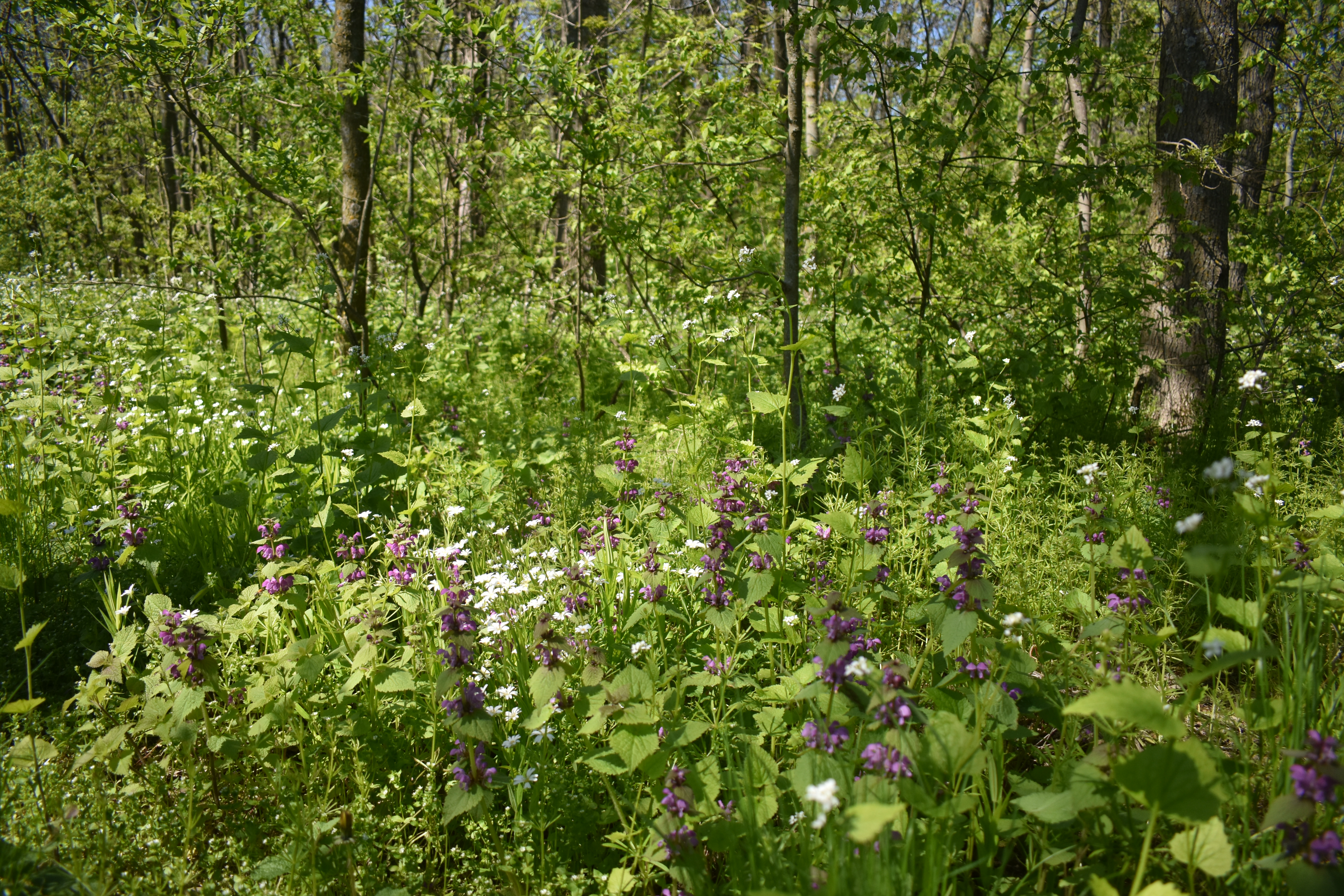
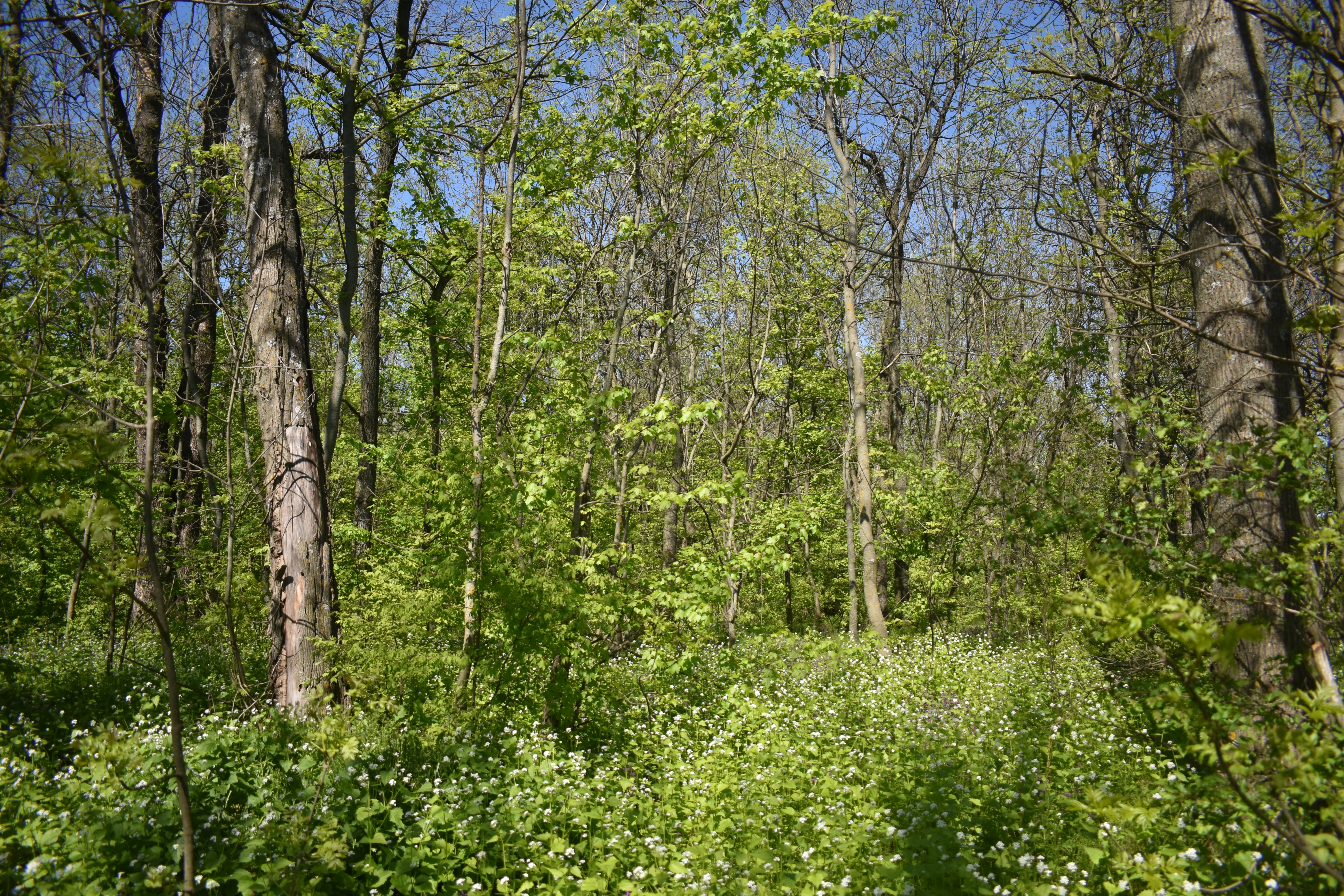
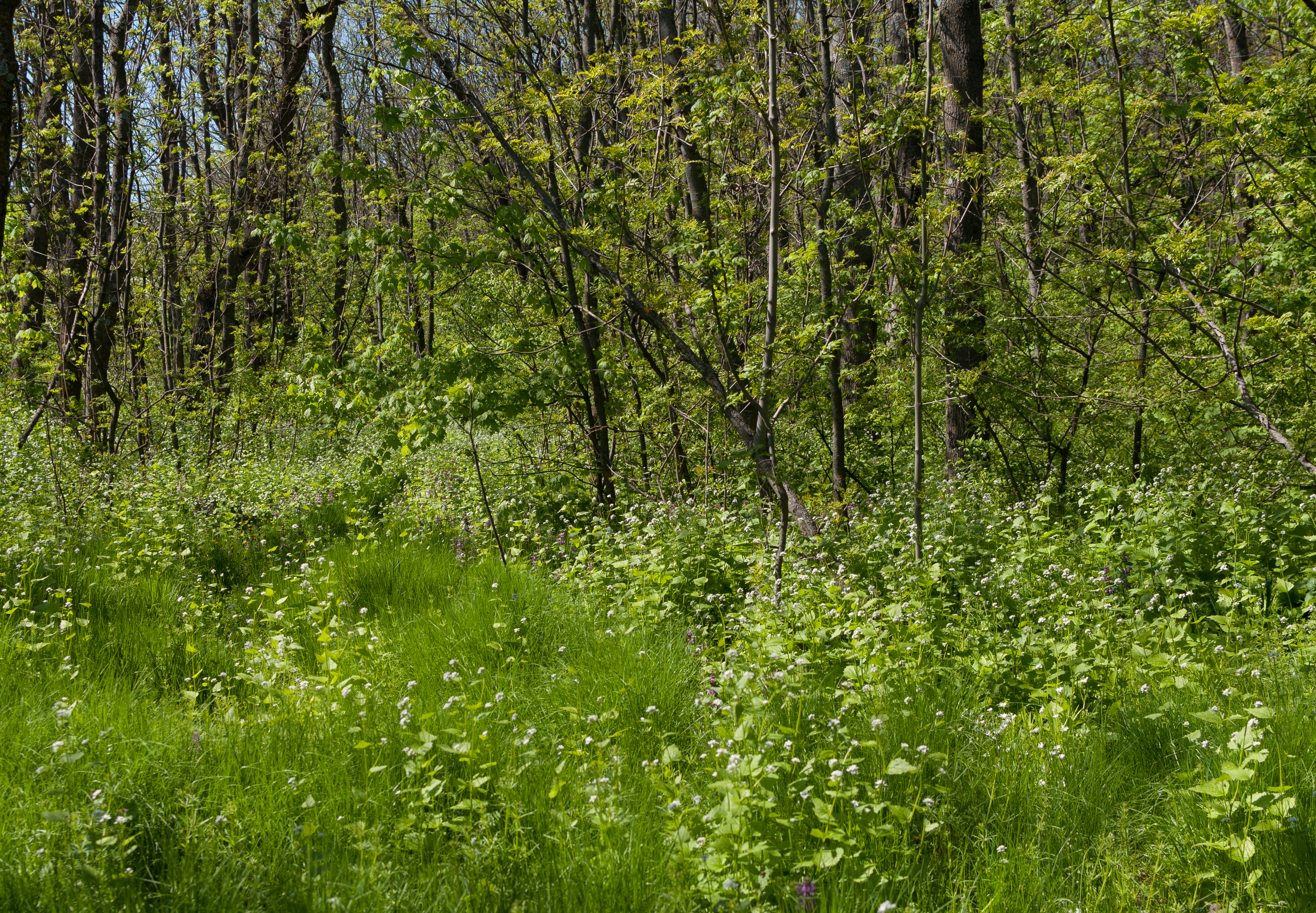
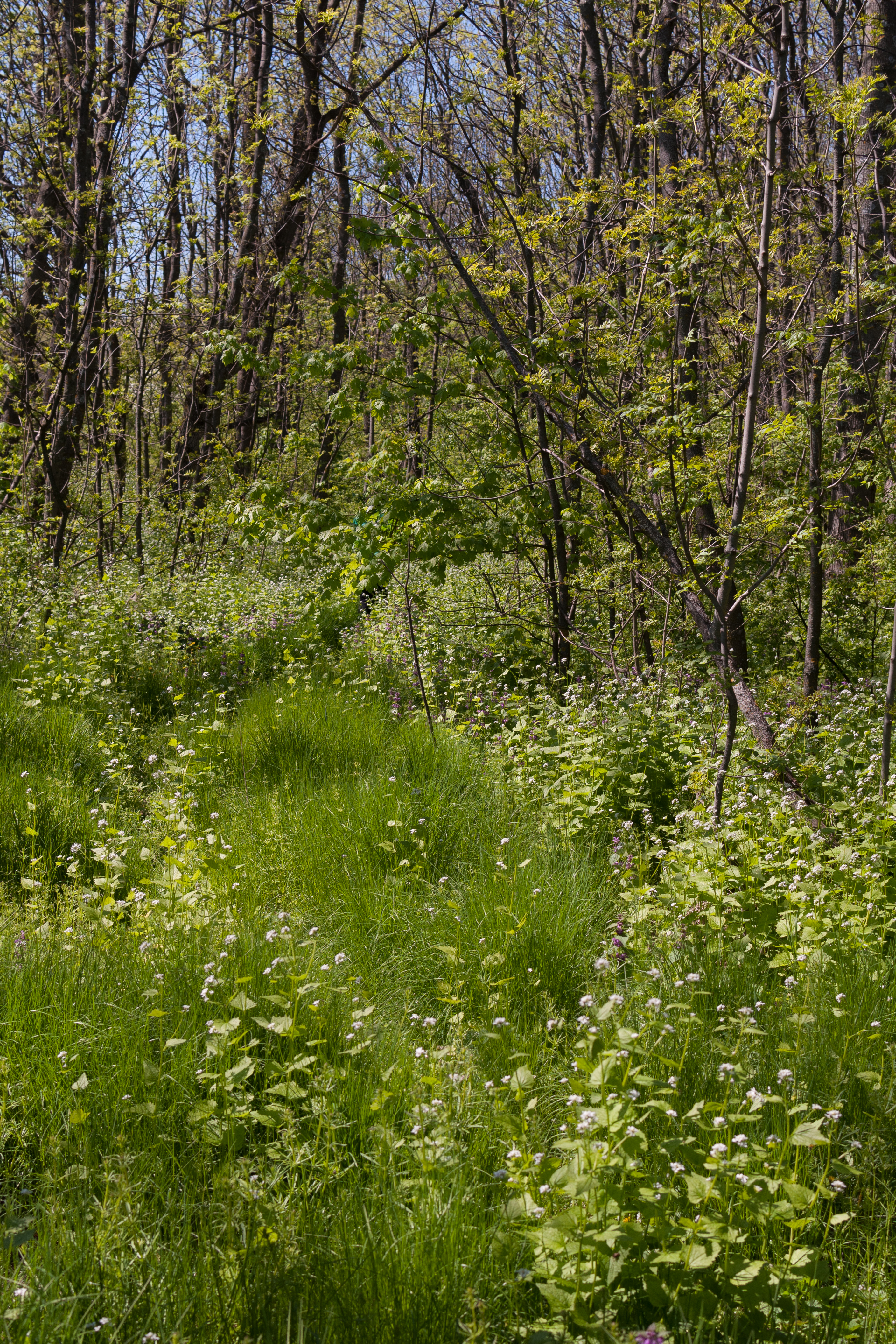